# Creirwy
Creirwy ist in der keltischen Mythologie von Wales eine Sagengestalt aus der Erzählung Hanes Taliesin („Geschichte Taliesins“).

## Mythologie

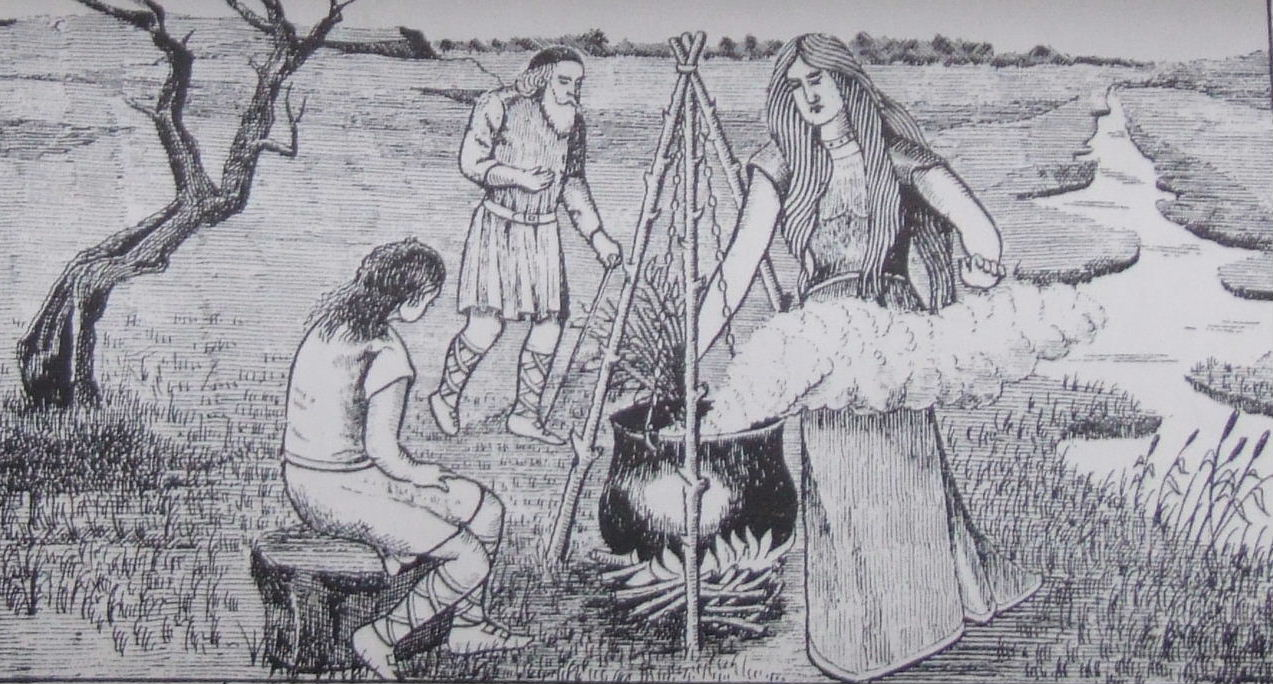
Gwion Bach, Tegid Foel und Ceridwen

Creirwy ist die außergewöhnlich schöne Schwester des hässlichen Morfran, auch Afaggdu genannt. Ihre Mutter ist die Hexe Ceridwen, ihr Vater Tegid Foel. Auch hat sie einen Halbbruder Gwion Bach, der nach seiner Reinkarnation den Namen Taliesin erhielt. Ihr Geburtsort soll Penllyn in der Region Powys sein.
Creirwy wird im weiteren Verlauf der Erzählungen um ihre Brüder Afaggdu und Taliesin nicht mehr erwähnt.